# Lokissimbaye Loko
Pour les articles homonymes, voir Loko.
Robert Lokossimbayé ou Loko Lokissimbaye est un footballeur international tchadien, ayant connu une carrière amateur en France. Né le 15 septembre 1980 à N'Djaména, il meurt le 14 avril 2011 à Moissac d'un arrêt cardiaque lors un match de la Ligue Midi-Pyrénées.

## Biographie
De 1999 à 2000, il reçoit huit sélections en équipe du Tchad, inscrivant sept buts. 
Le 10 novembre 1999, il inscrit un triplé contre l'équipe de Sao Tomé-et-Principe. Par la suite, le 2 juillet 2000, il est l'auteur d'un doublé contre la Libye.
Lors de l'année 2000, il joue deux matchs entrant dans le cadre des éliminatoires du mondial 2002.

## Buts en sélection
| Buts internationaux de Loko Lokissimbaye avec le Tchad | Buts internationaux de Loko Lokissimbaye avec le Tchad | Buts internationaux de Loko Lokissimbaye avec le Tchad | Buts internationaux de Loko Lokissimbaye avec le Tchad | Buts internationaux de Loko Lokissimbaye avec le Tchad | Buts internationaux de Loko Lokissimbaye avec le Tchad | Buts internationaux de Loko Lokissimbaye avec le Tchad |
| 0                                                      | Date                                                   | Lieu                                                   | Adversaire                                             | Score                                                  | Résultats                                              | Compétitions                                           |
| ------------------------------------------------------ | ------------------------------------------------------ | ------------------------------------------------------ | ------------------------------------------------------ | ------------------------------------------------------ | ------------------------------------------------------ | ------------------------------------------------------ |
| 1                                                      | 10 novembre 1999                                       | Stade omnisports de Libreville, Libreville, Gabon      | Sao Tomé-et-Principe                                   | 1-0                                                    | 5-0                                                    | Coupe UNIFFAC des nations                              |
| 2                                                      | 10 novembre 1999                                       | Stade omnisports de Libreville, Libreville, Gabon      | Sao Tomé-et-Principe                                   | 2-0                                                    | 5-0                                                    | Coupe UNIFFAC des nations                              |
| 3                                                      | 10 novembre 1999                                       | Stade omnisports de Libreville, Libreville, Gabon      | Sao Tomé-et-Principe                                   | 5-0                                                    | 5-0                                                    | Coupe UNIFFAC des nations                              |
| 4                                                      | 13 novembre 1999                                       | Stade omnisports de Libreville, Libreville, Gabon      | Guinée équatoriale                                     | 1-0                                                    | 1-0                                                    | Coupe UNIFFAC des nations                              |
| 5                                                      | 30 juin 2000                                           | Stade omnisports Idriss-Mahamat-Ouya, N'Djaména, Tchad | Libye                                                  | 1-0                                                    | 3-1                                                    | Qualifications CAN 2002                                |
| 6                                                      | 30 juin 2000                                           | Stade omnisports Idriss-Mahamat-Ouya, N'Djaména, Tchad | Libye                                                  | 2-0                                                    | 3-1                                                    | Qualifications CAN 2002                                |
| 7                                                      | 30 juin 2000                                           | Stade du 11 Juin, Tripoli, Libye                       | Libye                                                  | ?-?                                                    | 1-3                                                    | Qualifications CAN 2002                                |